# Graceland (landgoed)

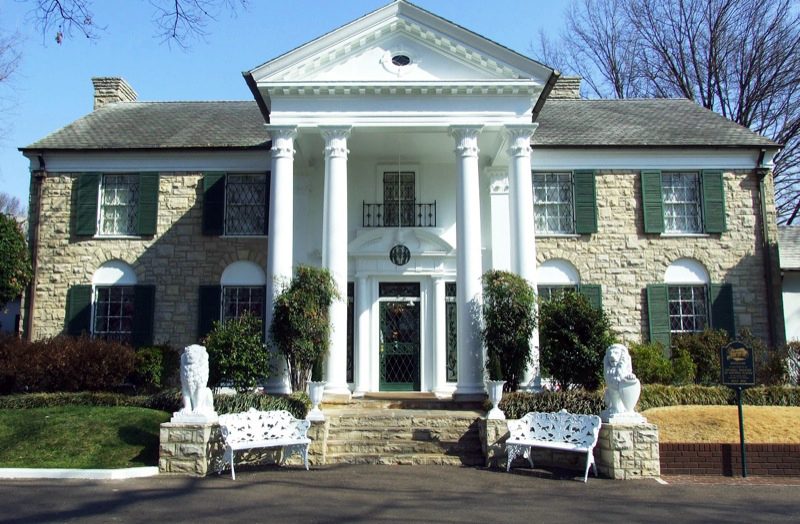
Graceland

Graceland is het landgoed in Memphis, in de wijk Whitehaven (adres: 3764 Elvis Presley Boulevard), met het in 1939 gebouwde herenhuis waar Elvis Presley van 1957 tot zijn dood in 1977 woonde. Hij kocht het voor ongeveer 100.000 dollar om er samen met zijn ouders te wonen. Later namen ook veel vrienden hun intrek in het huis. Vernon, de vader van Elvis, verhuisde in de jaren zeventig naar een aangrenzend huis met zijn nieuwe vrouw Dee.
Graceland is het meest bezochte woonhuis-museum in de VS, na het Witte Huis. Graceland werd op 7 november 1991 geregistreerd in the National Register of Historic Places. Ook werd het op 27 maart 2006 een National Historic Landmark.
In 2016 bereikte Graceland een mijlpaal door de 20 miljoenste bezoeker te ontvangen.

## Geschiedenis
Op de plaats waar Graceland staat, stond oorspronkelijk een boerderij die eigendom was van Stephen C. Toof, de oprichter van SC Toof & Co, een commerciële drukkerij in Memphis. De gronden werden genoemd naar Toofs dochter, Grace, die later de boerderij erfde. Spoedig daarna werd het gedeelte van het land aangewezen als Graceland. Het was Grace Toofs nichtje, Ruth Moore, dat in 1939 samen met haar echtgenoot dr. Thomas Moore een Amerikaans herenhuis bouwde in een "koloniale" stijl.

## Indeling en bijzonderheden van het landgoed
Graceland is gebouwd van kalksteen en tan en bestaat uit drieëntwintig kamers, waaronder acht slaapkamers en badkamers. De badkamer waar het ontzielde lichaam van Elvis werd gevonden is pal boven de entree. De ingang wordt ondersteund door vier grote pilaren. Bij de portiek staan aan beide zijden twee grote leeuwen.

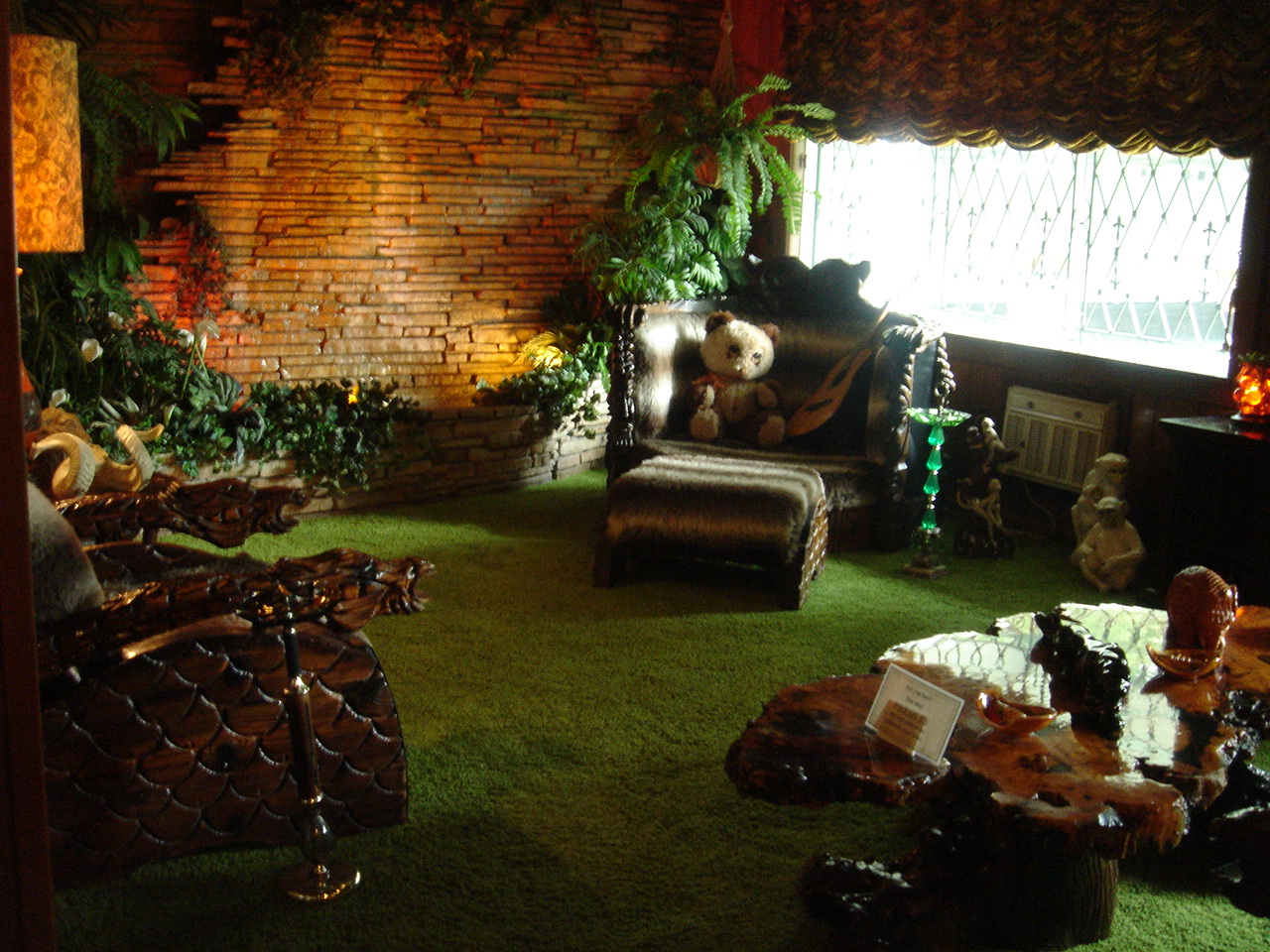
Jungle Room

Toen Elvis Graceland kocht werden er allemaal aanpassingen verricht. Zo kwamen er een stenen muur rondom het terrein, een smeedijzeren muziekthemapoort, een zwembad, een tennisbaan en de beroemde "Jungle Room", die beschikt over een overdekte waterval. In februari en oktober 1976 werd de Jungle Room omgebouwd tot een opnamestudio, waar Elvis bijna alle nummers opnam van zijn laatste twee albums: van Elvis Presley Boulevard Memphis Tennessee en Moody Blue, deze waren zijn laatst bekende opnamen in een studio-omgeving.
Elvis Presley wilde ook een plek hebben in de tuin om tot rust te kunnen komen. Hij kwam op het idee van een Meditation Garden. Deze plek kwam er. Nadat hij overleed werd Elvis in de Meditation Garden begraven, net als zijn ouders Gladys en Vernon, en zijn grootmoeder. Ook ligt er een kleine steen die de tweelingbroer van Elvis, Jesse Garon, (die bij de geboorte overleed) gedenkt. De Meditation Garden was voor het publiek geopend vanaf 1978. Graceland werd officieel geopend voor het publiek op 7 juni 1982.

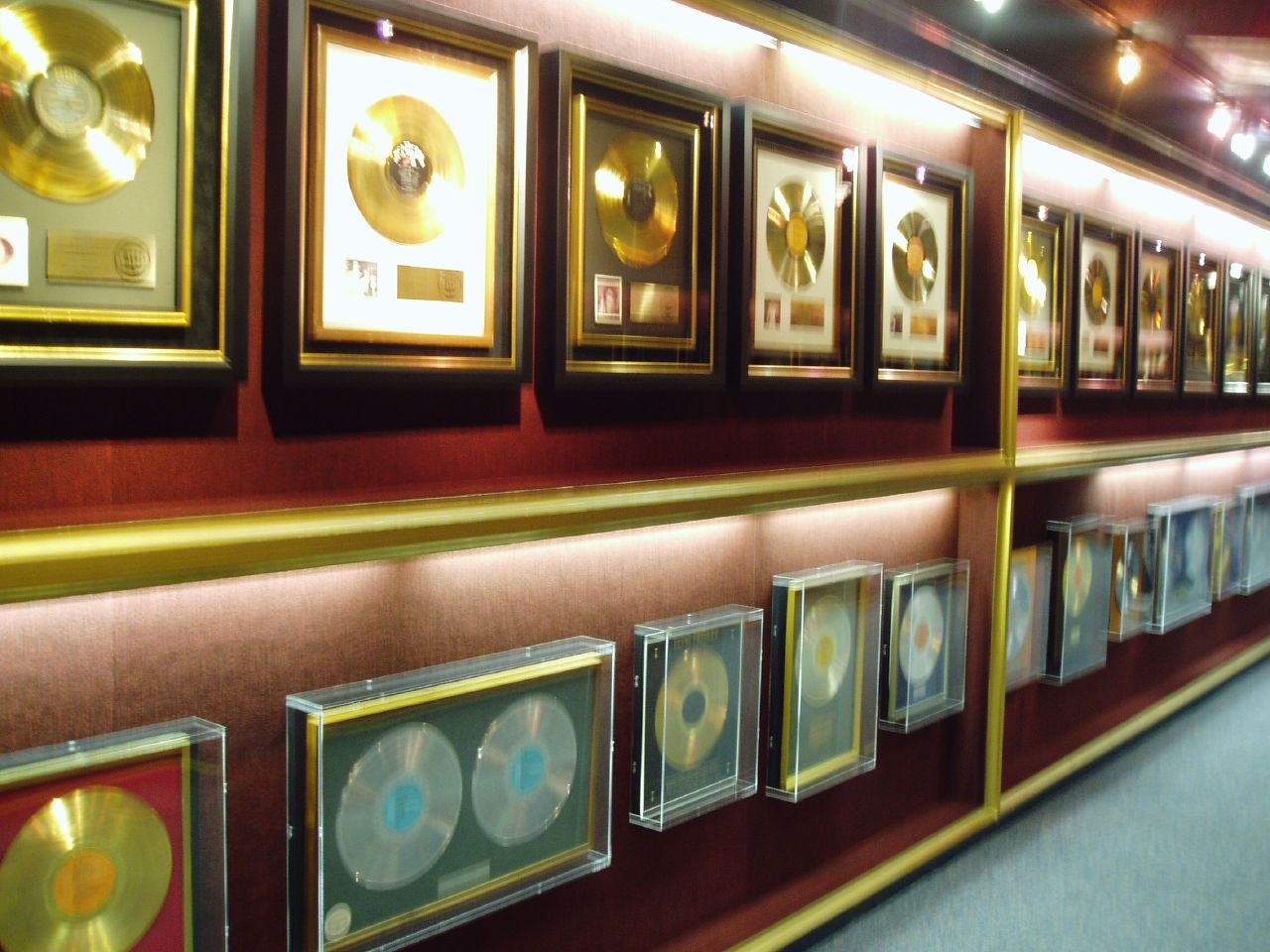
Elvis' Wall Of Fame

Graceland had een oppervlakte van 953,7 m² toen Elvis het kocht. Het is inmiddels gegroeid naar een grootte van 1.630,6 m². Dit komt doordat er na Elvis’ dood een groot entertainmentcomplex, Elvis Presley's Memphis, aan de overkant van de straat is gebouwd. In 2019 is het complex vernieuwd en nog groter gemaakt. Dit complex bestaat uit een hotel (Guest House at Graceland), winkels, automuseum(met Elvis' roze Cadillac), museum met andere voertuigen, bioscoop, theater en de Trophy Building. In de Trophy Building kan je veel prijzen (niet alle), gouden en platina platen en kostuums van Elvis bekijken. Bovendien zijn Elvis' privévliegtuigen, de Lisa Marie (een Convair 880) en Hound Dog II (een Lockheed JetStar) te bewonderen bij dit complex.
Na Elvis' dood heeft Priscilla Presley het interieur van Graceland van overwegend rood naar overwegend blauw gemaakt, zoals het was in de eerste jaren toen Elvis er woonde. De rode meubels zijn nog wel te zien in het museum. De dagelijkse leiding van Graceland is vanaf 1982 in handen van Jack Soden.

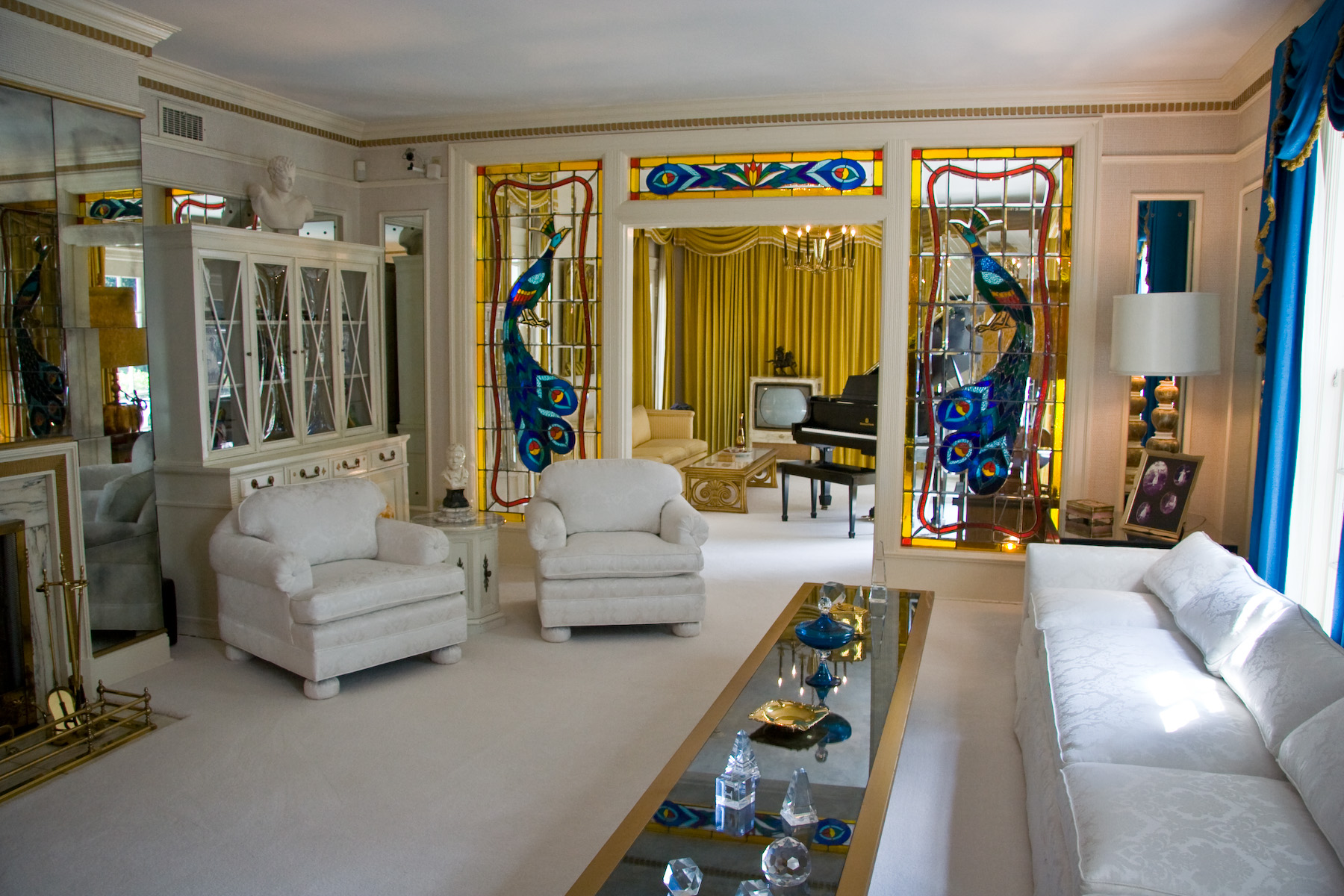
Elvis' woonkamer, Graceland

In het huis kunnen de bezoekers alleen de begane grond en de kelder bezichtigen. De bovenverdieping is niet opengesteld door Lisa Marie en Priscilla.
Sinds Elvis' dood hebben nog maar een handvol mensen de bovenverdieping betreden. Alleen de conservators van Graceland, Priscilla Presley en Lisa Marie Presley mogen er komen. Eén fan is er tot nu toe in geslaagd dat ook te doen. Acteur Nicolas Cage, destijds de man van Lisa Marie, mocht in het geheim het 'Heiligdom' betreden in 2002.
De slaapkamer en de badkamer van Elvis zouden al die tijd onaangeroerd gebleven zijn zoals hij ze het laatst gezien heeft. Ondergoed, kousen, pyjama's, truien en andere dingen liggen nog steeds in de lades van de kasten. In de badkamer zouden nog steeds handdoeken, eau de cologne, tandpasta, deodorant en andere persoonlijke zaken staan die Elvis gebruikt heeft.
Op het landgoed is het kantoor van Vernon, de stallen, het zwembad en het Racquetball gebouw te zien.

### Graceland keuken
Een leuk weetje is dat Elvis een vaste lijst had waarin stond wat er altijd in "huis" moest zijn.
Hieronder de lijst:
- Vers gemalen, niet bevroren vlees
- Een kist vol met Pepsi Cola
- Een kist met Sinas

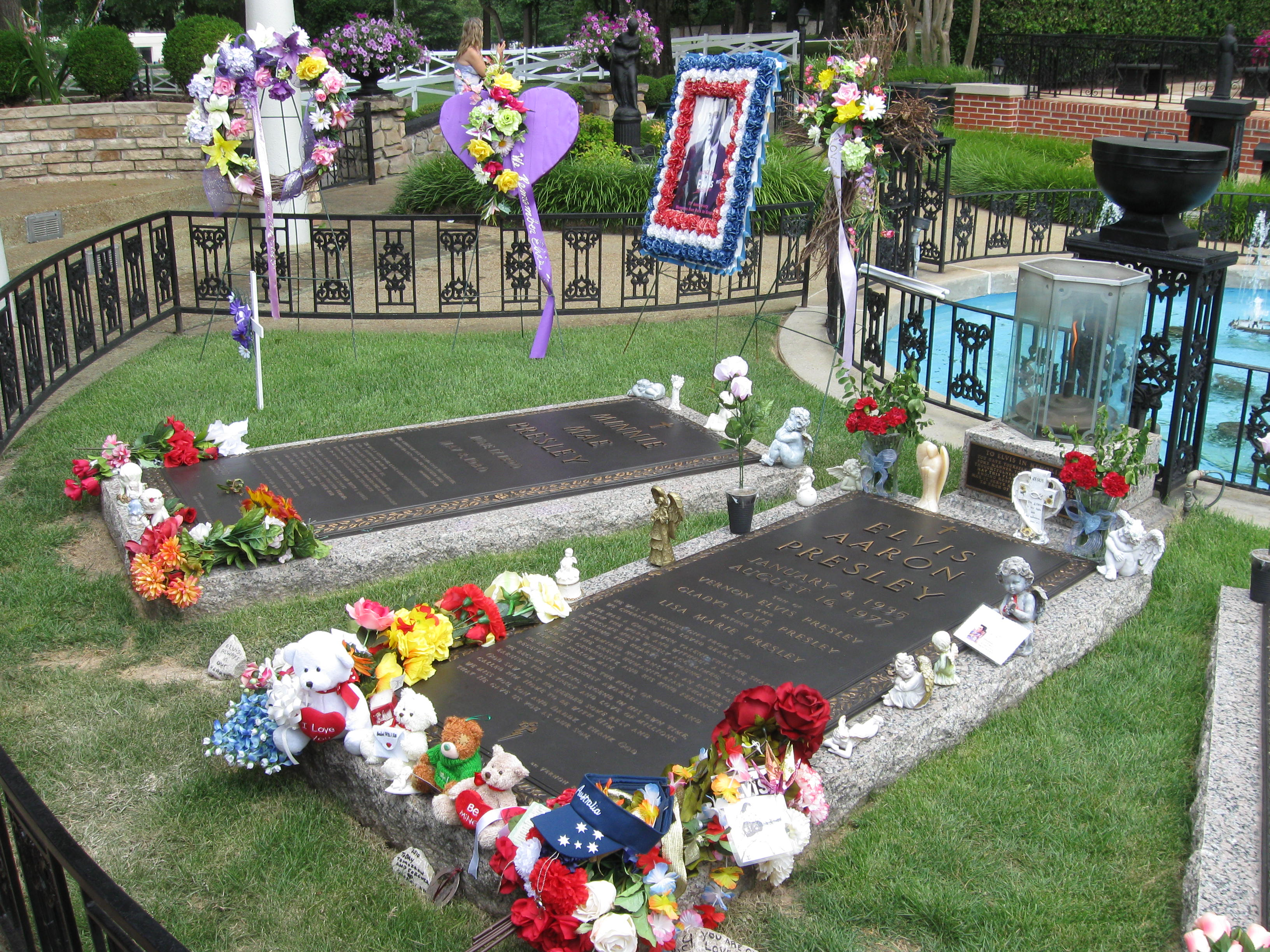
Elvis' graf

- Een doos met candybars (Mars, Snickers)
- Dozen met broodjes
- Ten minste 6 bakjes met koekjes
- Hamburgerbroodjes
- Chips
- Aardappelen en uien
- Een breed assortiment aan vers fruit
- Blikken zuurkool Voormalig premier van Japan, Junichiro Koizumi bezocht Graceland in 2006

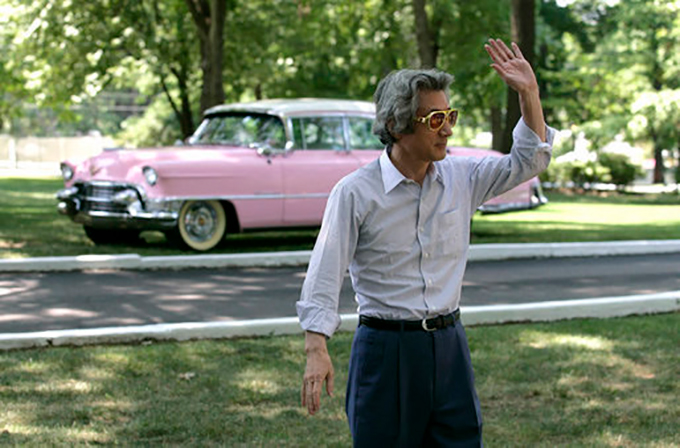
Voormalig premier van Japan, Junichiro Koizumi bezocht Graceland in 2006

- 3 pakken kauwgum van verschillende smaken
- Geraspte kokos
- Vanille- en chocolade-ijs
- Vers gemaakte brownies
- Ingrediënten voor gehaktbrood en saus
- Bananenpudding
- Vers met de hand geperst sinaasappelsap
- Pindakaas (voor de bananen, jam, peanutbuttersandwich)
- Jam
- Bananen
- Mosterd
- Mager spek
- Ten minste drie flessen melk
- Sigaren (El Producto Diamond Tips & El Producto Altas)
- Sigaretten
- Al zijn benodigde medicijnen
- Tijdschrift over wedstrijden van American Football

## Graceland wereldwijd
Niet alleen Elvis is wereldwijd bekend, maar ook zijn huis Graceland heeft zijn bekendheid gekregen. Graceland wordt vaak gebruikt in de popmuziek, als voorbeeld voor historische huizen in de wereld en in diverse films. Hieronder een lijstje:
- In 1981 werd er in Orlando, Florida een exacte replica gebouwd van Graceland. Hoewel het een privéwoning is die niet bezocht kan worden, kun je hem duidelijk zien vanaf de weg. Ook de fenomenale Music-Gates zijn nagebouwd en geplaatst.
- Van 1990 tot 2014 bevond zich in Holly Springs, Mississippi, het museum Graceland Too. Dit was van een Elvis-fan en niet verbonden aan Graceland in Memphis.
- In 2009 was er ook in Breda in Nederland een replica te zien van Graceland.
- De titel van een album van Paul Simon is Graceland. De titelsong, die Graceland presenteert als een heilige plaats, won de Grammy Award voor Record of the Year een jaar later.
- In de film Lilo en Stitch, bezoeken Lilo, Stitch, Nani en David Graceland. En aan het eind van de film zijn verschillende montagefoto's te zien die een herdenkingsontwerp voorstellen ter ere van Elvis.
- In de documentaire Rattle and Hum uit 1988, brengt U2 een bezoek aan Graceland.
- In de komedie This is Spinal Tap David uit 1984 bezoeken Michael McKean, Christopher Guest en Harry Shearer Graceland. Ook zingen ze gezamenlijk een deel van Heartbreak Hotel.
- De film 3000 miles to Graceland gaat over een groep criminelen die van plan is een casino te beroven tijdens een internationale Elvisweek. Om het gemakkelijker te maken, zijn ze allemaal verkleed als Elvis-imitators.
- Op het solo-album Undiscovered Soul, van gitarist Richie Sambora van Bon Jovi, staat een lied dat heet Fallen from Graceland.
- In 2011 werd in Denemarken een museum geopend, dat van de buitenkant nagenoeg gelijk is. Aanvankelijk werd het Graceland Randers genoemd, maar de naam werd in 2015 gewijzigd in Memphis Mansion.
- In het nummer Walking in Memphis van Marc Cohn wordt er gezongen over Elvis en zijn landgoed Graceland.

## Foto's

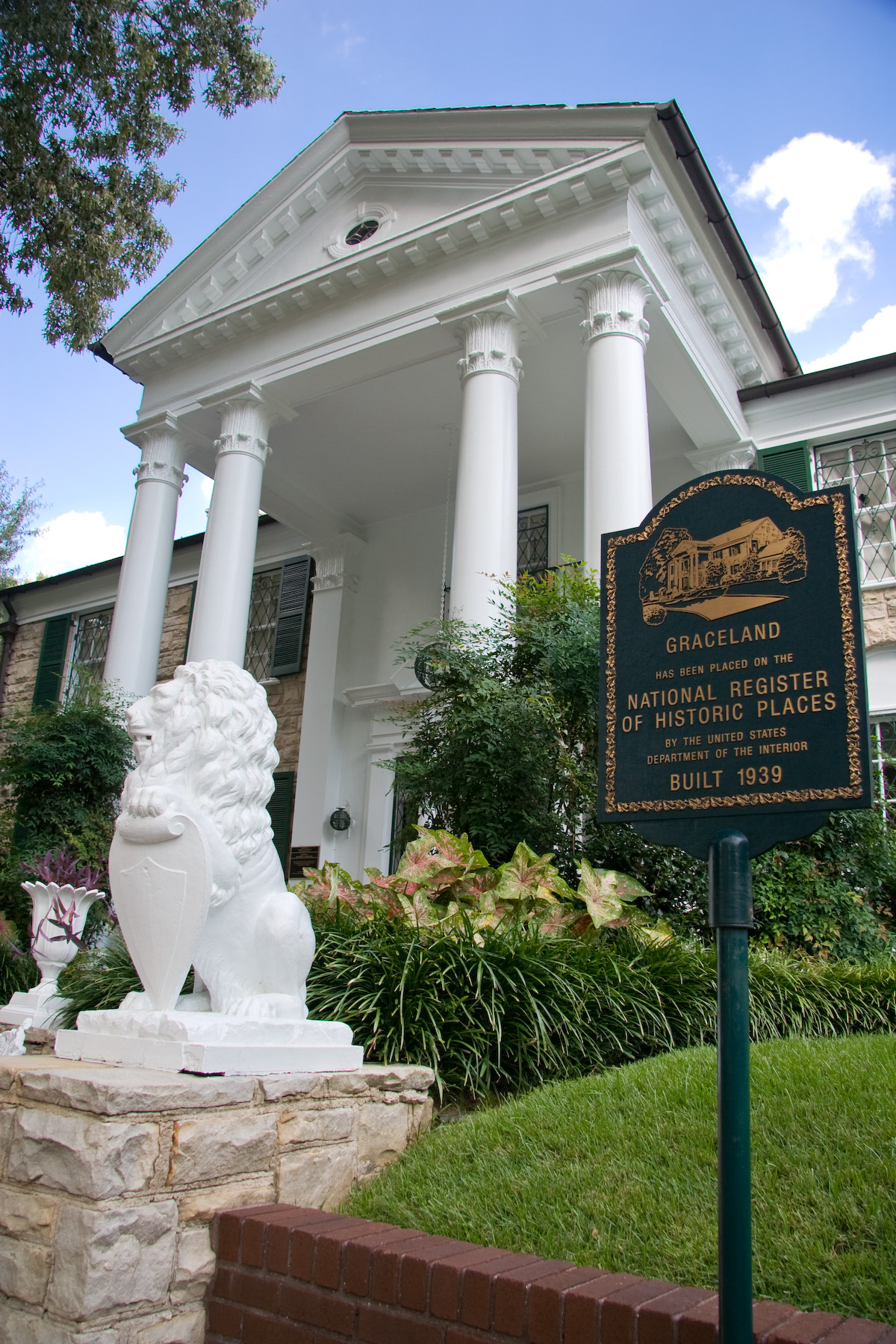
Graceland
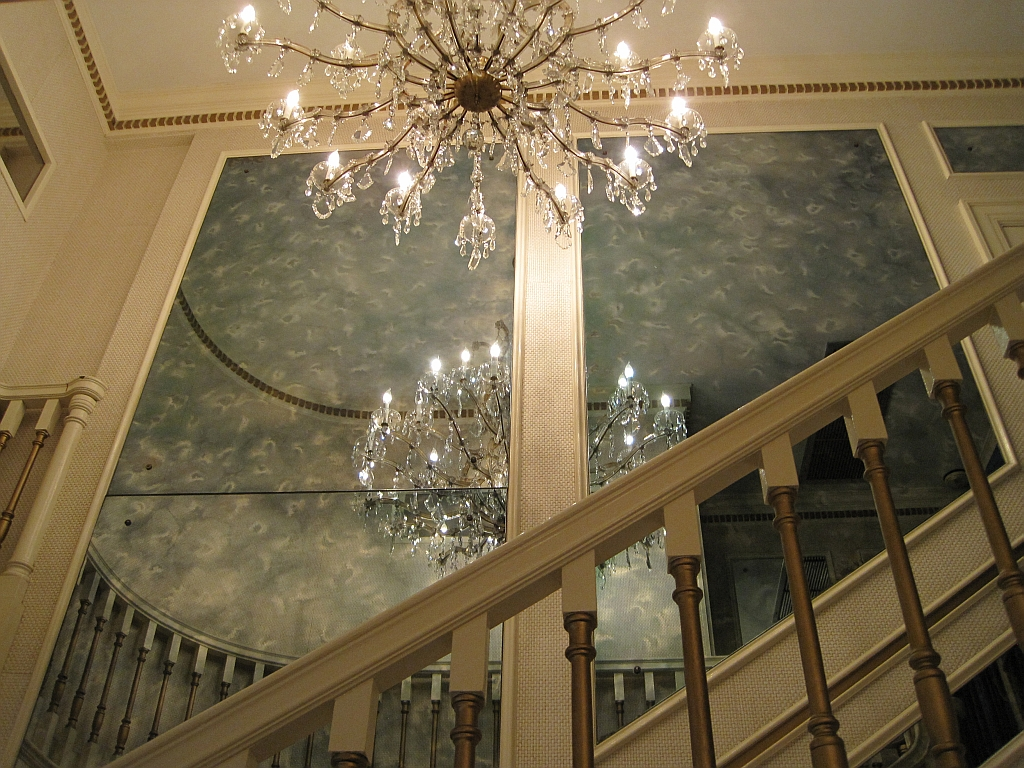
Trap naar de bovenverdieping
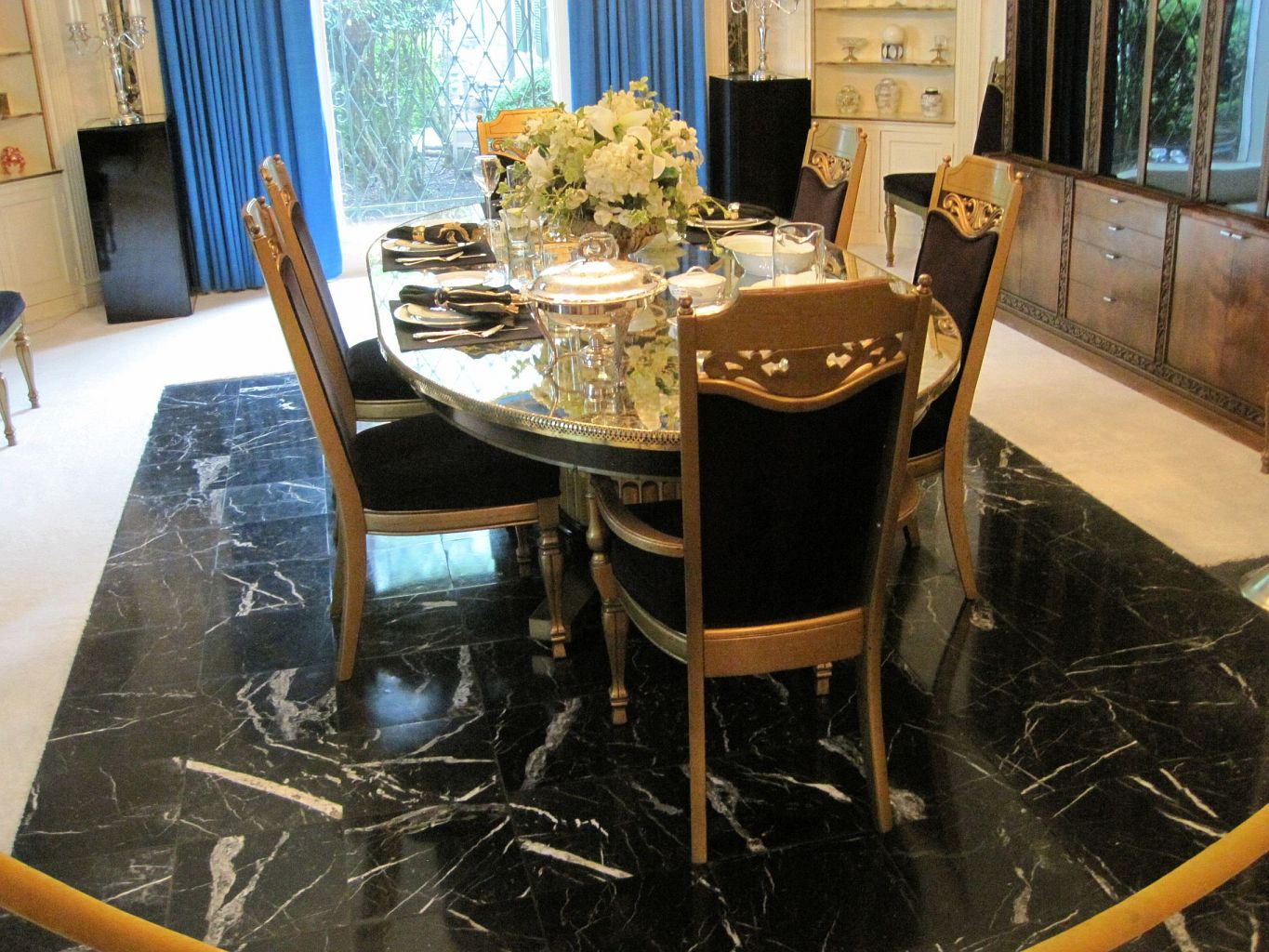
Eetkamer
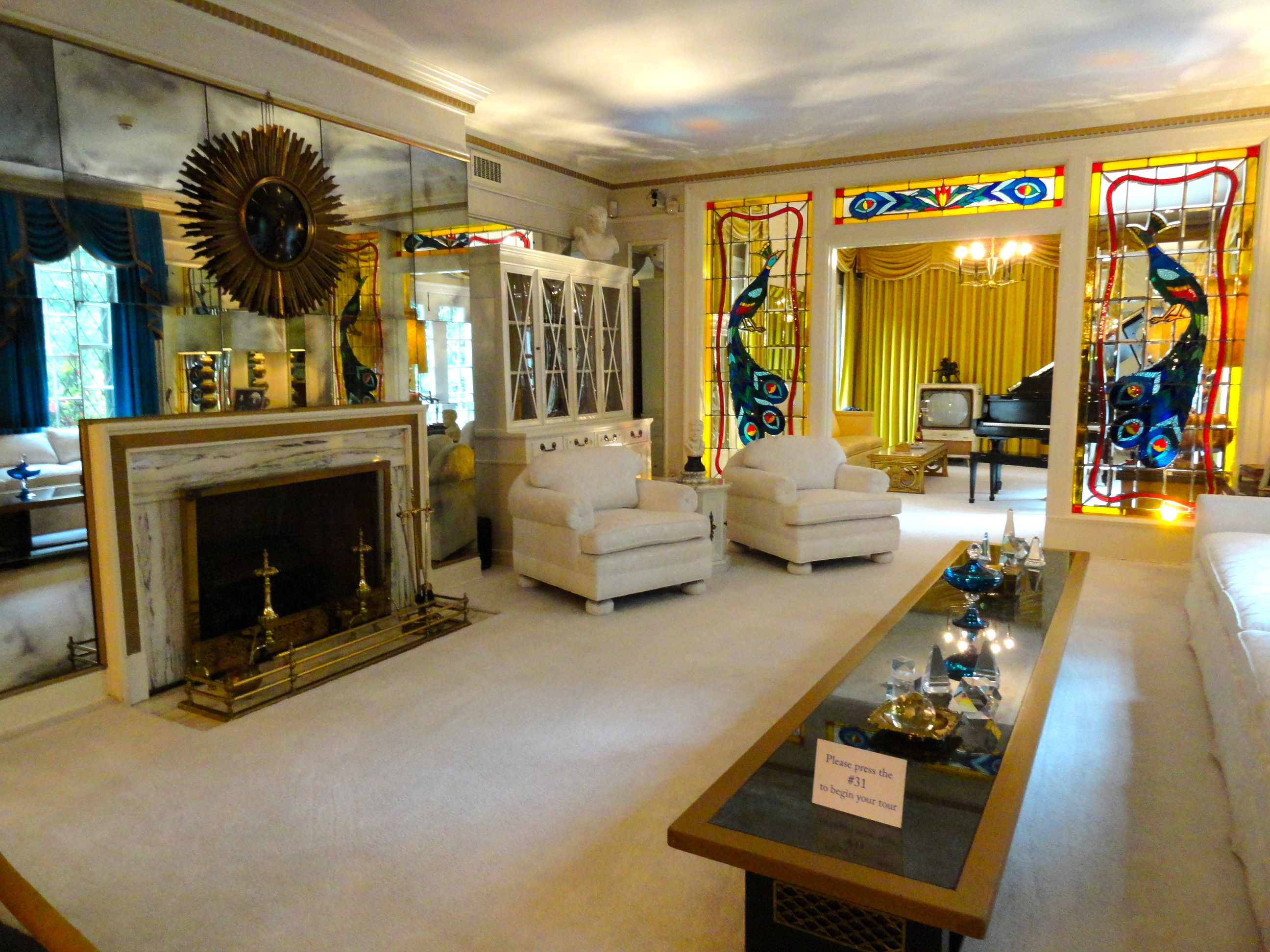
Woonkamer
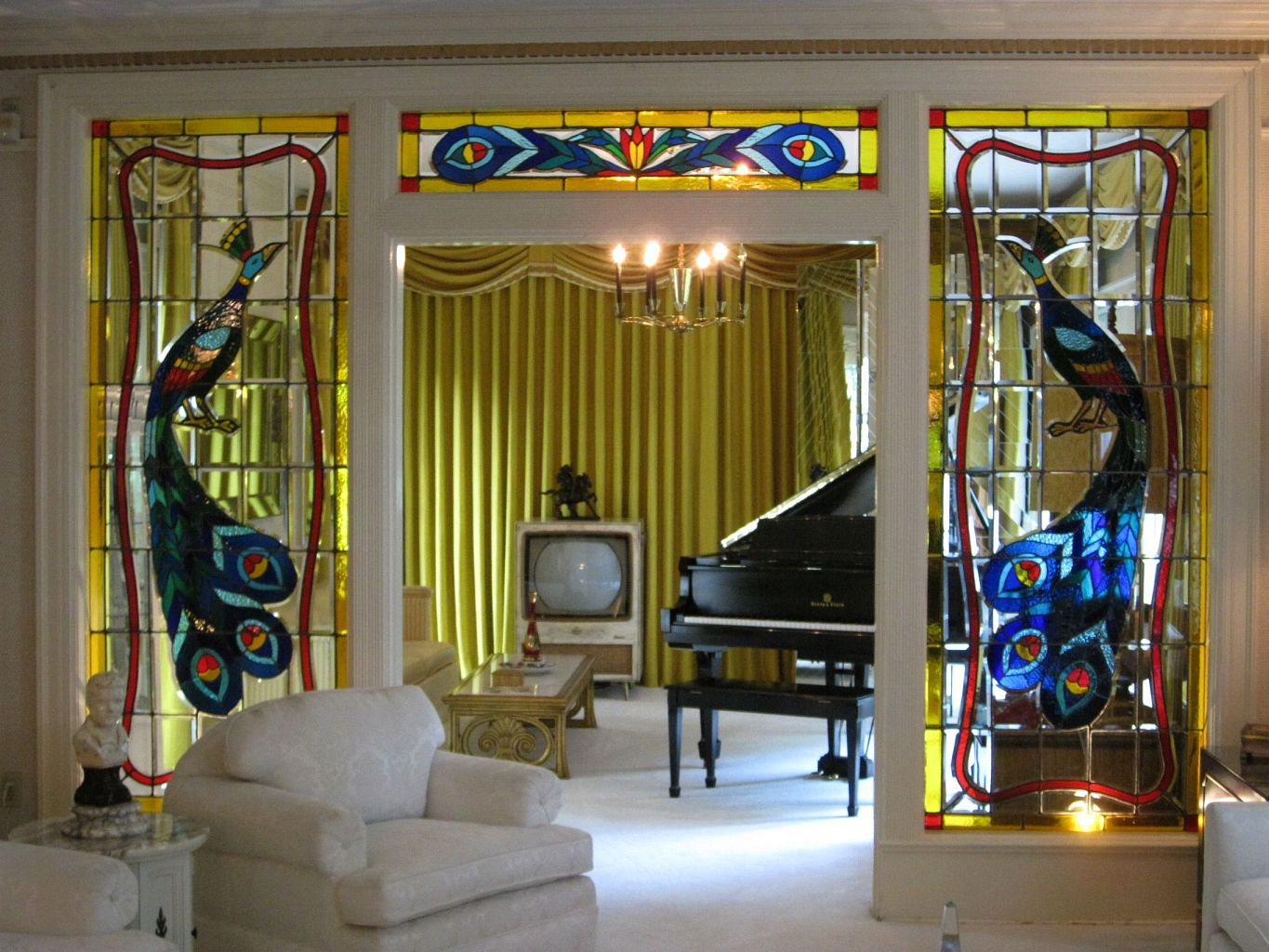
"Music room"
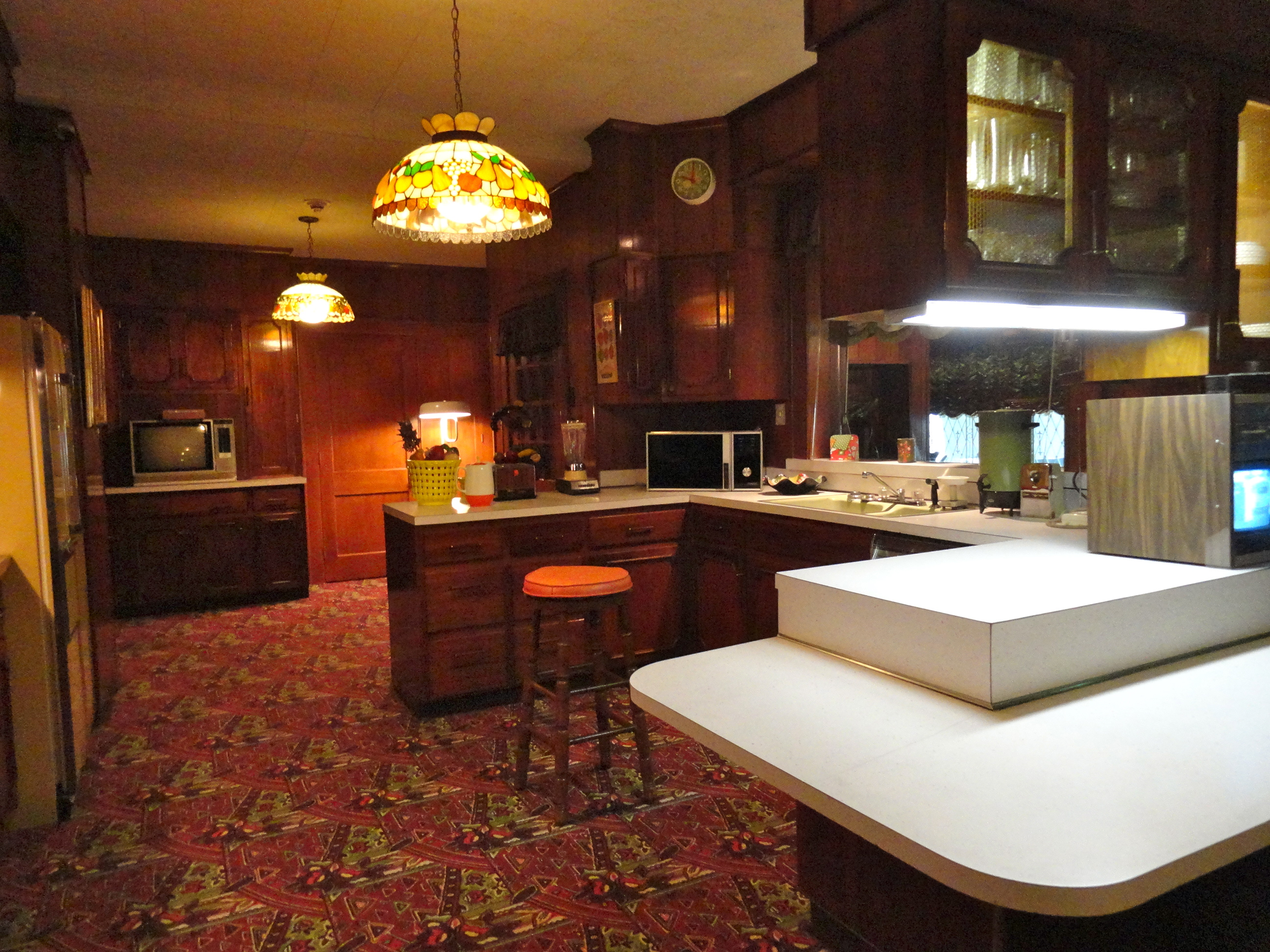
Keuken
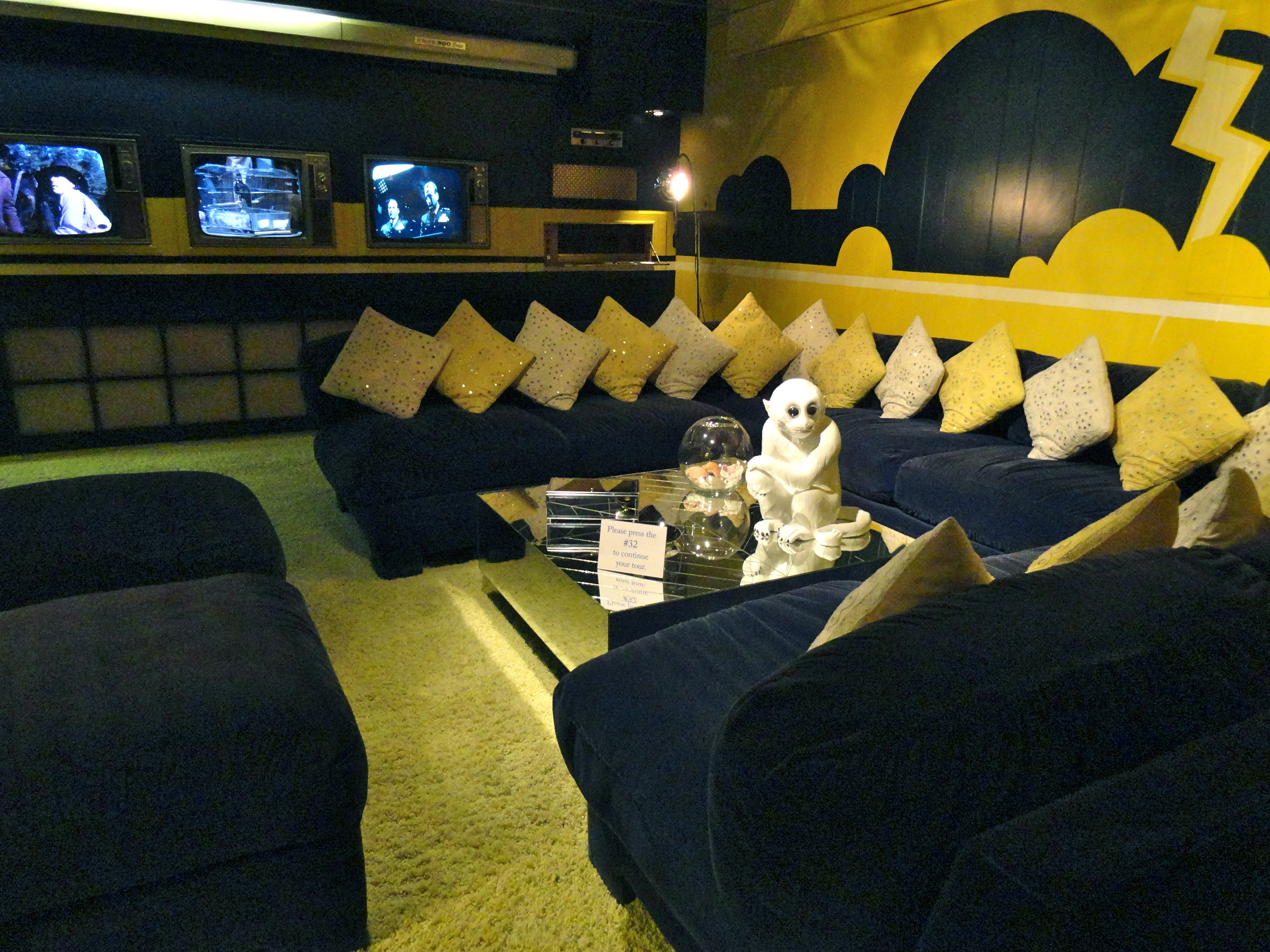
"TV room"
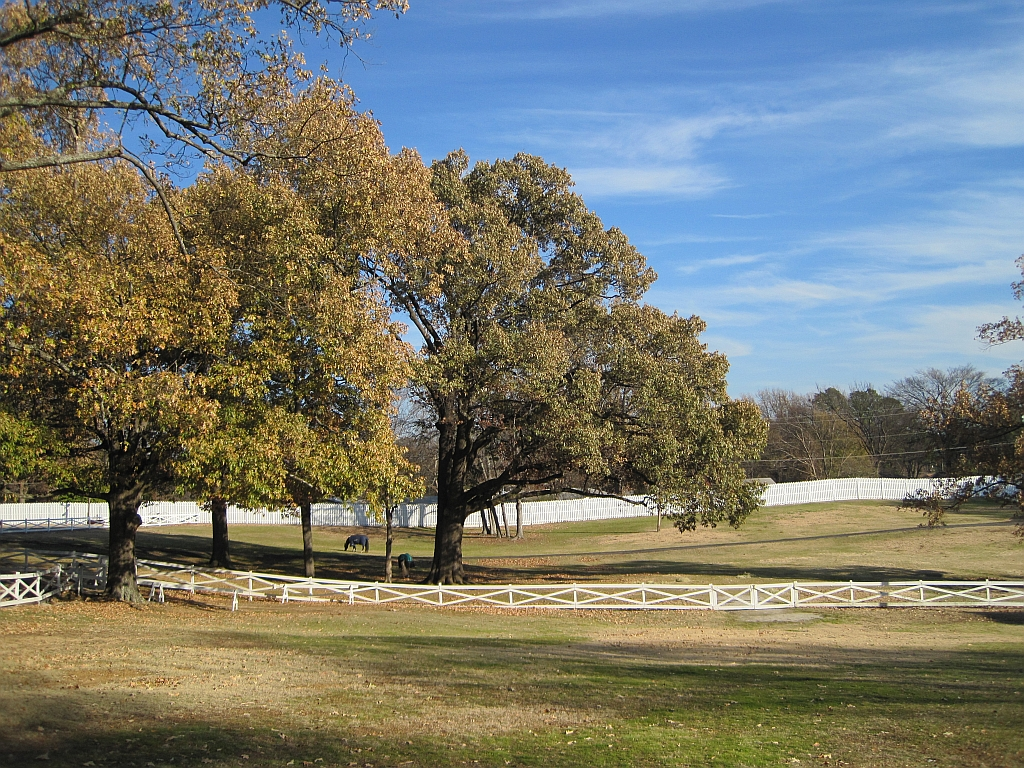
Weide
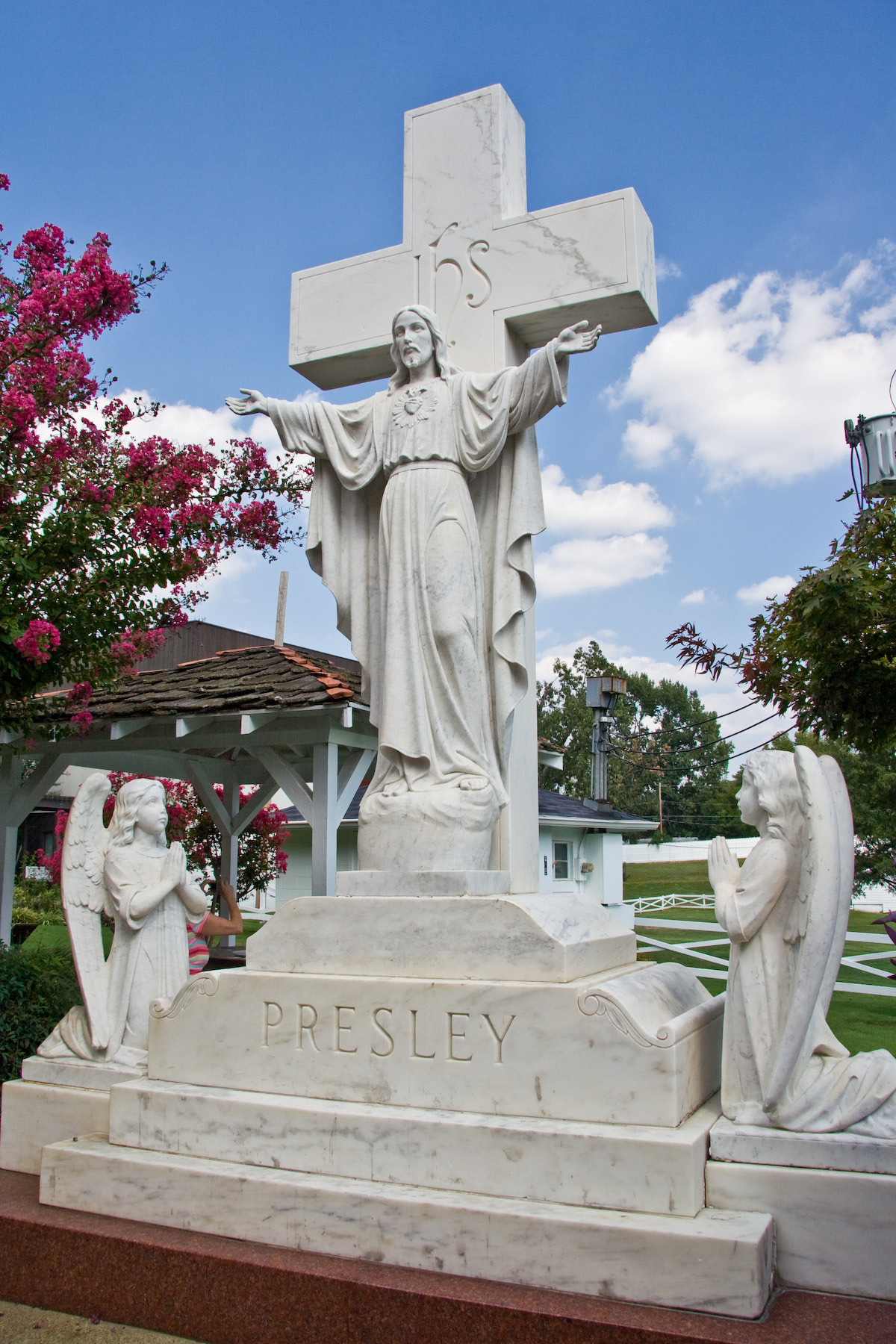
Familiekruis
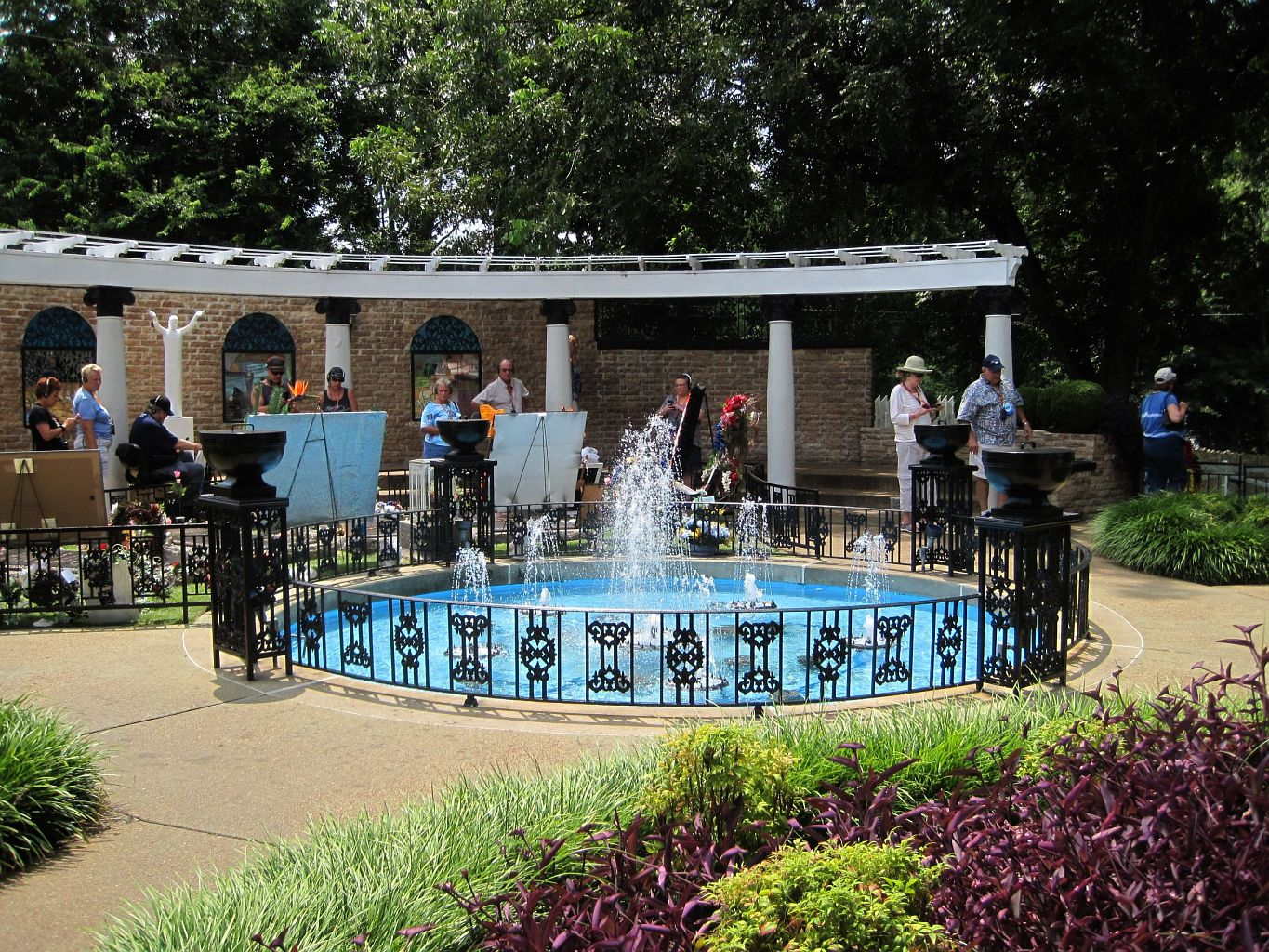
"Meditation Garden"
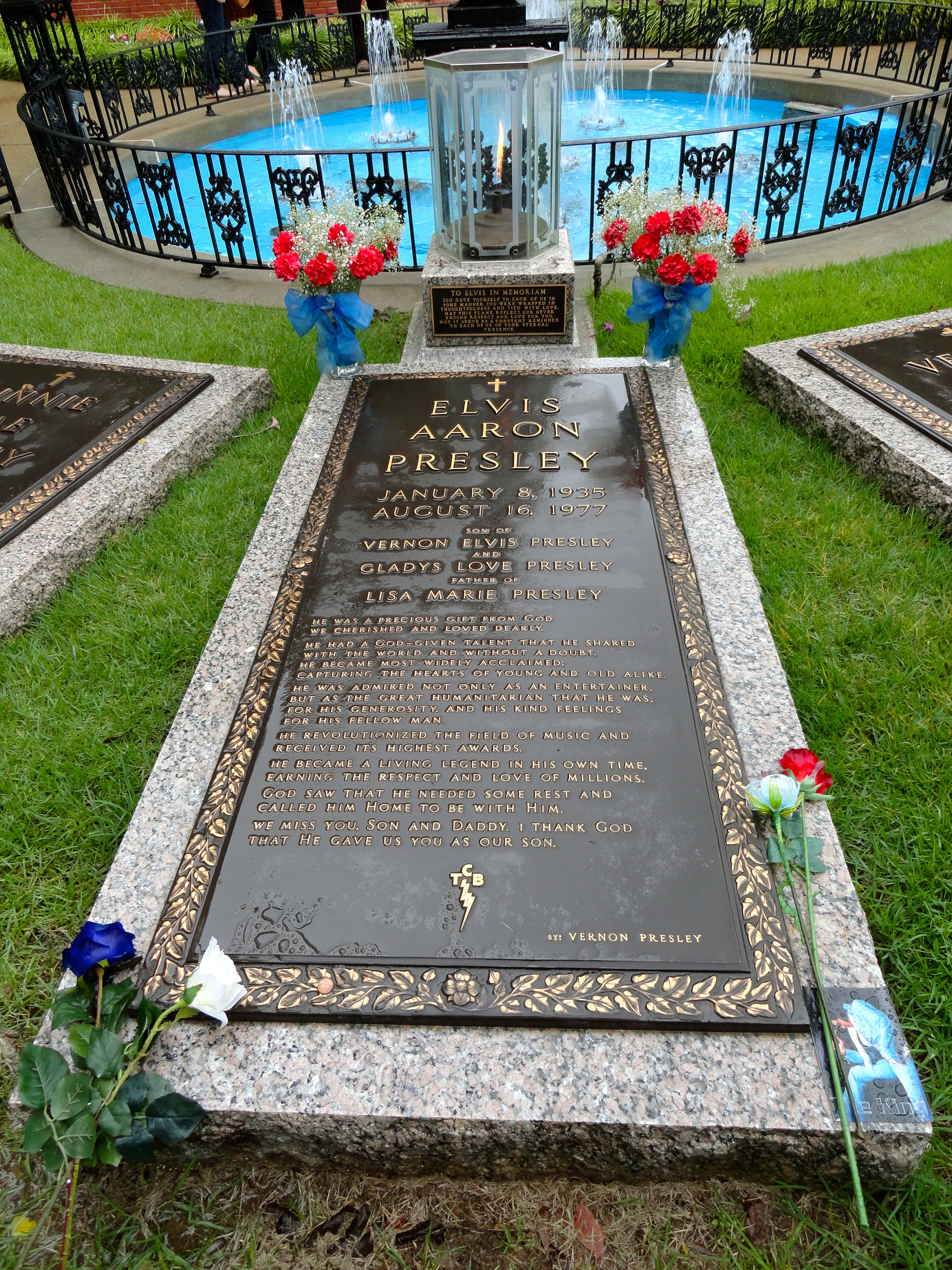
Elvis Presleys graf
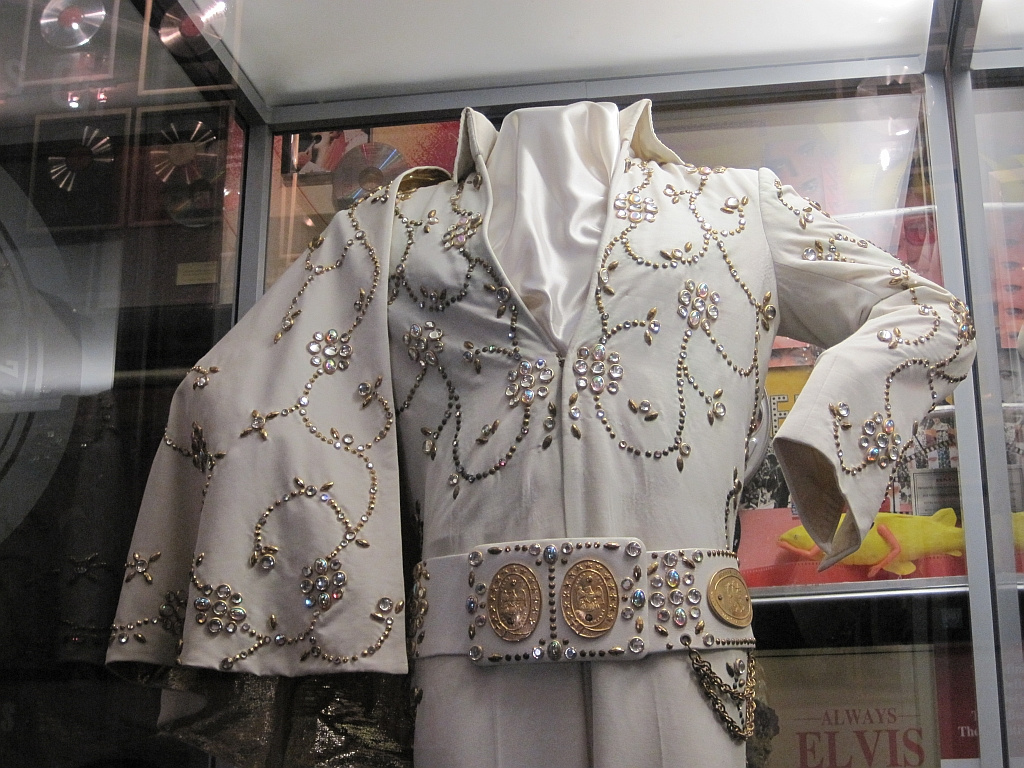
Elvis' kostuums
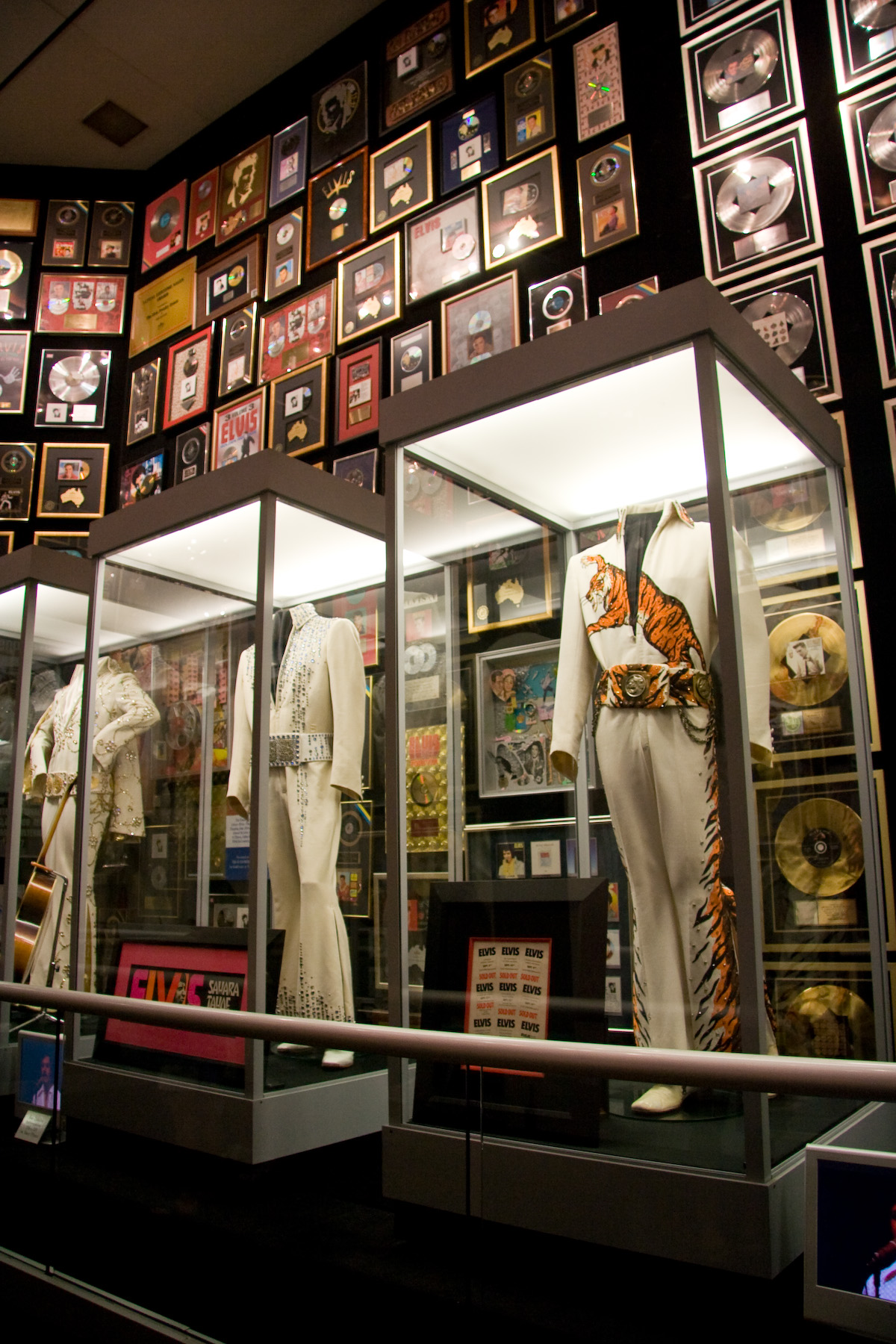
Elvis' kostuums
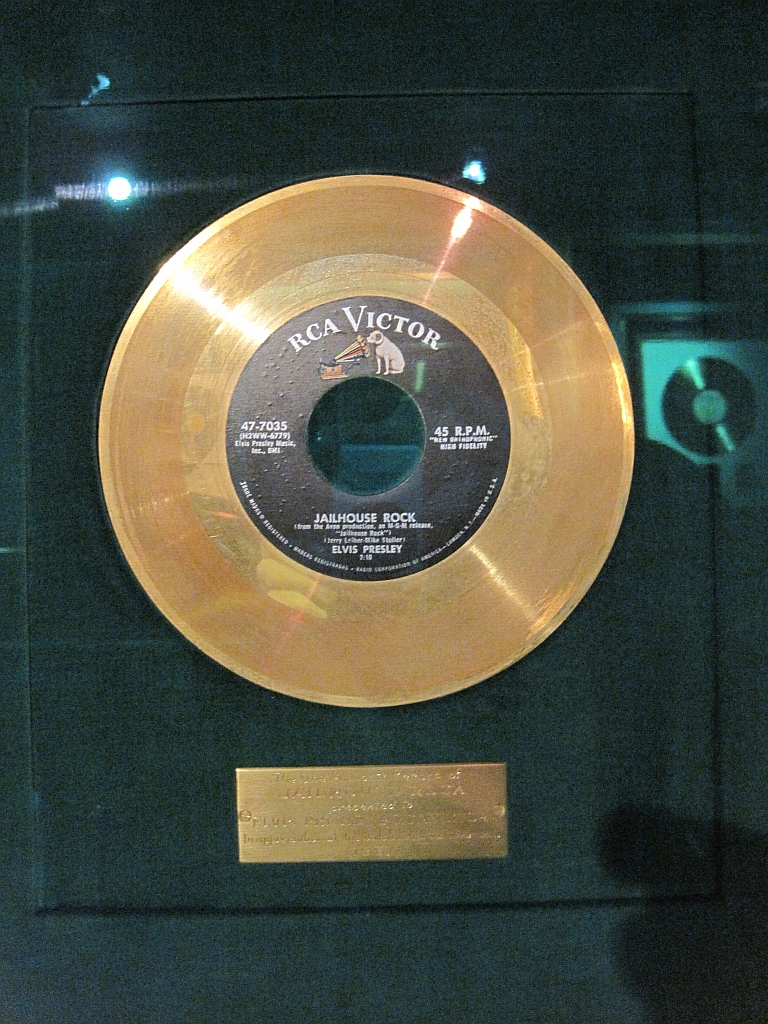
Elvis' gouden plaat voor Jailhouse Rock
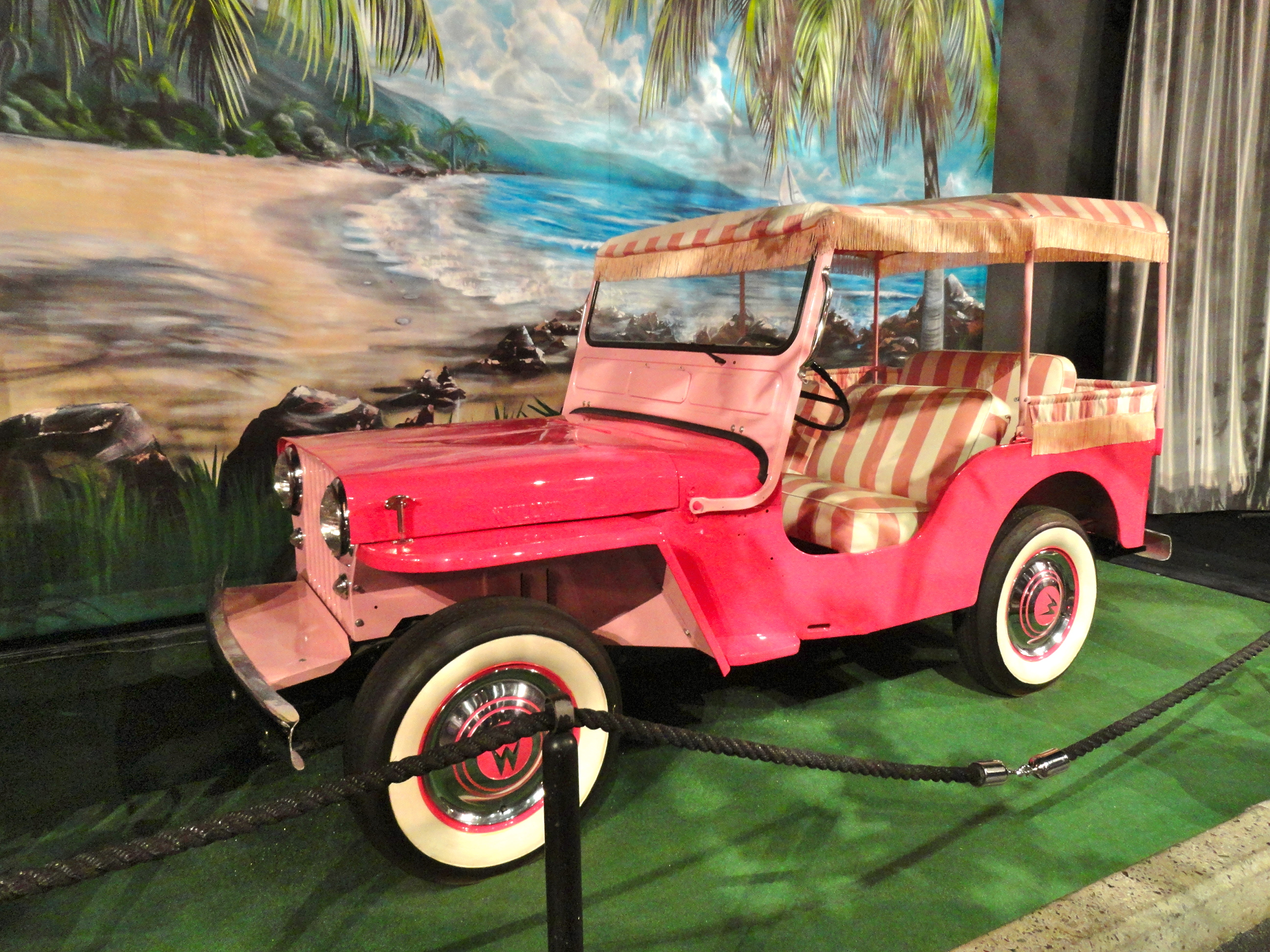
Elvis' Pink Jeep
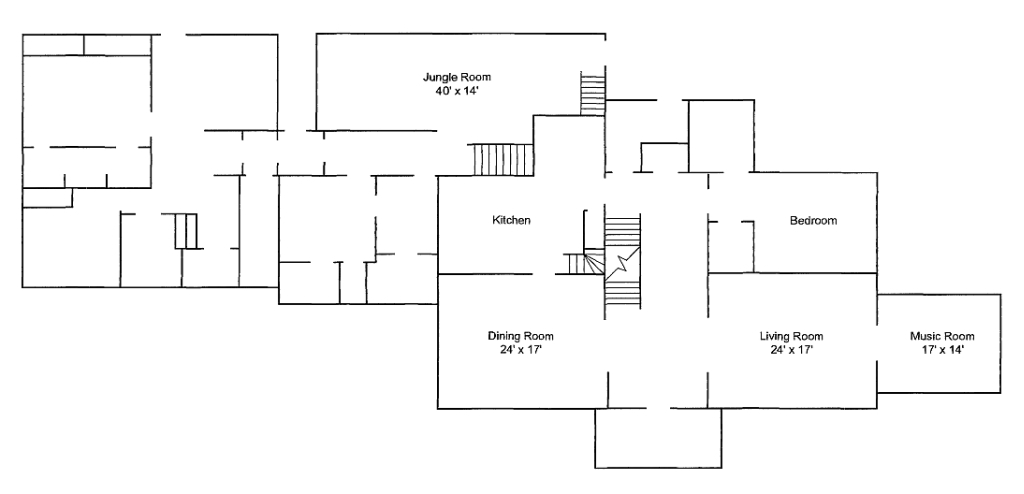
Plattegrond begane grond
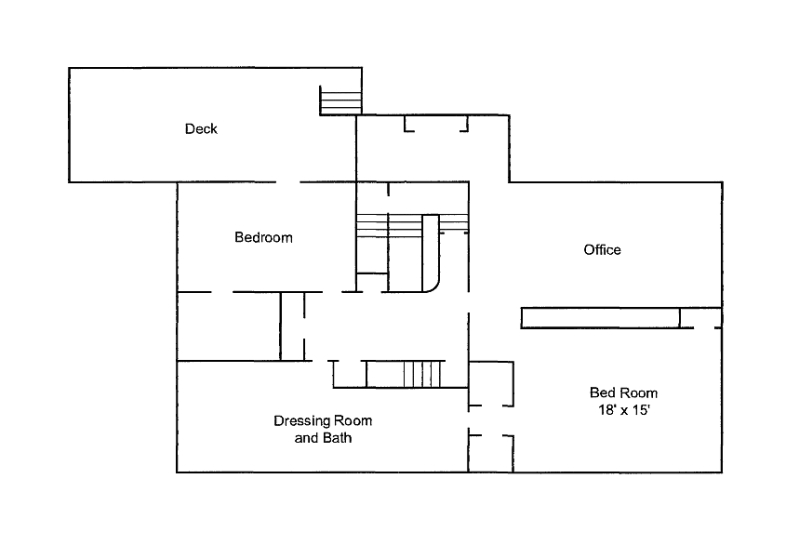
Plattegrond eerste verdieping
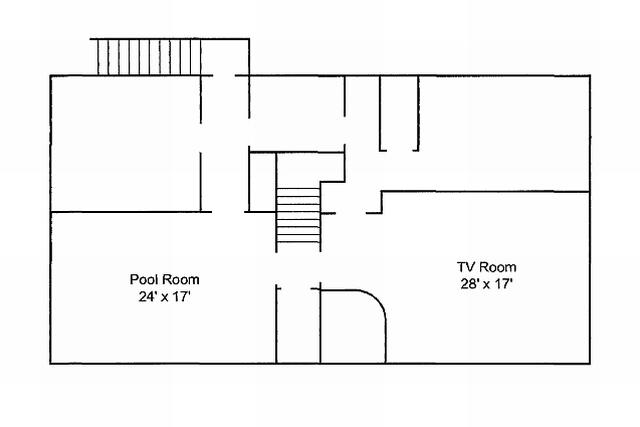
Plattegrond kelder